# Otto Fischl
Otto Fischl (Dobřany, 17 de agosto de 1902  - Praga, 3 de diciembre de 1952) fue Viceministro de Finanzas checoslovaco y entre 1949-51 embajador de su país en Alemania Oriental, víctima del Juicio Slánský.

## Biografía
Se graduó de la escuela primaria en Pilsen y luego de la Facultad de Derecho de la Universidad Charles. Desde 1931 trabajó como abogado, desde 1928 fue miembro del Partido Comunista. Durante la ocupación vivió en el exilio en Reino Unido lo que más tarde fue perjudicial para él durante el juicio con el grupo de Rudolf Slánský. El 1 de diciembre de 1949 fue nombrado el primer representante diplomático de Checoslovaquia en Berlín Oriental. Sin embargo, fue despedido en marzo de 1951 y arrestado en junio del mismo año y más tarde juzgado en el juicio de Rudolf Slánský que terminó el 1 de diciembre de 1952 con su ejecución y de otros diez convictos. Fue rehabilitado en 1963.

## El Proceso de Praga en el cine
Sobre el proceso Slánský, el director Costa-Gavras rodó el film L'Aveu (La Confesión) basado en el homónimo libro de Artur London, uno de los supervivientes del proceso, cuyo guion escribió Jorge Semprún. La película, estrenada en 1970, levantó una gran polémica. En 2000, Zuzana Justman rodó el documental A Trial in Prague dedicado al juicio.